# NSFW
NSFW is een afkorting die staat voor not safe for work of not suitable for work. Met deze afkorting wordt men gewaarschuwd dat een website of e-mailbijlage mogelijk aanstootgevend materiaal bevat dat alleen geschikt is om in een privésituatie te bekijken en dus niet op het werk. Het kan dan gaan om sites met erotisch getinte afbeeldingen, maar ook om schokkende beelden. De afkorting kan als tag zijn toegevoegd aan de url of de foto zelf.
De afkorting heeft vooral betrekking op onderwerpen rondom seks, naaktheid en geweld, maar kan ook ingezet worden voor alles waarbij de internetgebruiker mogelijk aanstoot kan nemen aan het getoonde.
Een aanverwante afkorting is NSFL (not safe for life), die wijst op zeer expliciete beelden die voor hevige emoties kunnen zorgen.
De afkorting SFW (safe for work) wijst op afbeeldingen die in eerste instantie - bijvoorbeeld vanwege de titel - NSFW lijken te zijn, maar in werkelijkheid niet in die categorie vallen.